# Antonio Rotta
Antonio Rotta (Gorizia, 28 de febrer de 1828 - Venècia, 10 de setembre de 1903) va ser un pintor italià, màxim exponent de la pintura de gènere.
Antonio Rotta és conegut com a “el pintor filòsof” però també com “el pintor de les balades venecianes”, transformant la representació pictòrica en poesia i narració del mirall social de l’època, amb crítica social.

## Premis
- Medalla del Saló de París, Museu del Louvre, 1878
- Premi per l'Exposició Universal de París (1878), Expo de París
- Premi de l'Acadèmia de Belles Arts de Venècia (Accademia Veneta)
- Medalla de l'Exposició Mundial de Viena 1873, Expo de Viena

## Mercat de l’art
En una subhasta de Sotheby’s a Londres el 2001, ‘‘A Venetian water fete’’ d’Antonio Rotta (Una festa Veneziana, 1863), un oli sobre tela, es va vendre per 158.000 euros més les comissions de la subhasta.
Avui, el valor d’Antonio Rotta, en el mercat dels col·leccionistes apassionats a nivell mundial, pot superar el milió de dòlars fora del mercat oficial.